# CeMAT
Die CeMAT (Akronym für Centrum für Materialflusstechnik) war die Leitmesse der Intralogistik und fand auf dem Messegelände Hannover statt. Veranstalter der CeMAT war die Deutsche Messe AG aus Hannover. Die letzte CeMAT wurde vom 23. bis 27. April 2018 ausgerichtet.

## Allgemein
Die CeMAT Deutschland fand alle zwei Jahre auf dem Messegelände in Hannover statt.
Die Messe wurde in den Jahren 2005 bis 2014 hingegen nur alle drei Jahre veranstaltet.

## Zahlen und Daten

### 2005
Bei der Veranstaltung vom 11. bis 15. Oktober 2005 betrug die Netto-Ausstellungsfläche 74.956 Quadratmeter, es beteiligten sich 965 Aussteller und rund 48.000 Besucher suchten sie auf.

### 2008
Die CeMAT 2008 fand vom 27. bis 31. Mai 2008 statt und wurde von über 60.000 Menschen besucht. Ausgestellt wurde von 1100 Unternehmen auf einer Fläche von 80.000 Quadratmetern.

### 2011
Im Jahr 2011 beteiligten sich 1.084 Aussteller auf 82.429 m² an der Messe, welche von 53.319 Besuchern, 33 % davon aus dem Ausland, besucht wurde. Die Messe fand zwischen dem 2. und 6. Mai 2011 statt.

### 2014
Die CeMAT vom 19. bis 23. Mai 2014 zählte 48.000 Besucher, von denen 33 % aus dem Ausland anreisten. Auf 120.000 m² Fläche stellten insgesamt 1025 Unternehmen aus.

### 2016
Die CeMAT 2016 fand vom 31. Mai bis 3. Juni 2016 statt.

### 2018
Die CeMAT 2018 fand vom 23. bis 27. April 2018 parallel mit der Hannover Messe statt.

## Weitere CeMAT-Messen
Neben der CeMAT in Hannover veranstaltet die Deutsche Messe AG noch weitere CeMAT-Messen im Ausland:
- CeMAT ASIA in Shanghai
- CeMAT AUSTRALIA in Melbourne
- CeMAT INDIA in Mumbai
- CeMAT RUSSIA in Moskau
- CeMAT SOUTH AMERICA in São Paulo
- CeMAT SOUTHEAST ASIA in Jakarta
- INTRALOGISTICA ITALIA in Mailand
- Material Handlings EURASIA in Istanbul